# Saint-Pierre-du-Palais
Saint-Pierre-du-Palais är en kommun i departementet Charente-Maritime i regionen Nouvelle-Aquitaine i västra Frankrike. Kommunen ligger  i kantonen Montguyon som ligger i arrondissementet Jonzac. År 2022 hade Saint-Pierre-du-Palais 335 invånare.

## Befolkningsutveckling
Antalet invånare i kommunen Saint-Pierre-du-Palais
Referens:INSEE